# Taschenbuch der Mathematik

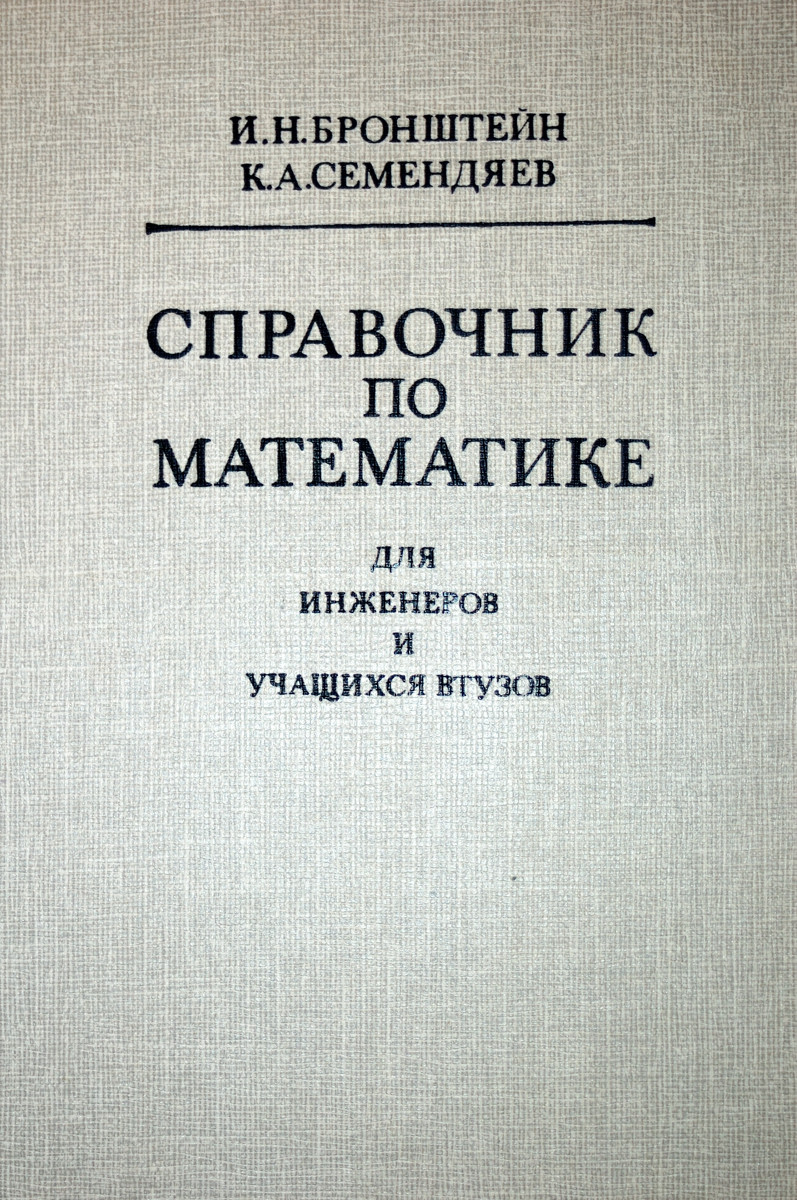
13. russische Ausgabe, 1986

Das Taschenbuch der Mathematik, umgangssprachlich meist als „Bronstein“ bezeichnet, ist ein mathematisches Nachschlagewerk, das auf dem russischsprachigen „Taschenbuch der Mathematik für Ingenieure und Studenten Technischer Hochschulen“ (Справочник по математике для инженеров и учащихся втузов) der sowjetischen Mathematiker Ilja Nikolajewitsch Bronschtein (Bronstein, 1903–1976, russisch Илья Николаевич Бронштейн) und Konstantin Adolfowitsch Semendjajew (1908–1988, russisch Константин Адольфович Семендяев) basiert.

## Inhalt und Umfang
Hauptgegenstand ist die Darstellung der Mathematik in Definitionen, Beispielen und zahlreichen Tabellen. Das Buch zeichnet sich durch eine nahezu vollständige Auflistung aller analytisch auflösbaren Integrale, d. h. in geschlossener Form darstellbaren Stammfunktionen, aus.

### Bronstein-integrabel
Wegen der nahezu vollständigen Auflistung aller analytisch auflösbaren Integrale spricht man an Universitäten scherzhaft in Anlehnung an Begriffe wie Riemann-integrabel oder Lebesgue-integrabel auch von Bronstein-integrablen Funktionen, sofern deren Integral im Taschenbuch der Mathematik zu finden ist.
Die Bestimmung der Integrale mit herkömmlichen Mitteln der Integralrechnung ist oft langwierig, weswegen in entsprechenden Lehrveranstaltungen auf den Bronstein verwiesen wird.

## Geschichte
Die beiden Autoren verfassten das Werk 1939/40, die sowjetische Erstausgabe des Справочник по математике для инженеров и учащихся втузов (Sprawotschnik po matematike dlja inschenerow i utschaschtschichsja wtusow) erschien dann 1945 (die Druckplatten waren während der Belagerung Leningrads verschollen, tauchten dann aber wieder auf). Die deutsche Übersetzung von Viktor Ziegler (1922–1980) erschien erstmals 1958 bei B. G. Teubner in Leipzig. Der westdeutsche Verlag Harri Deutsch führte das Taschenbuch ab der 3. Auflage (1961) in der DDR-Übersetzung. In den 1970er Jahren wurde das Buch im Auftrag des Teubner Verlags unter Leitung von Ziegler und Günter Grosche (Universität Leipzig) durch Mathematiker in der DDR völlig neu bearbeitet. Die Neuausgabe erschien 1979 und seitdem in mehreren Auflagen. Damals wurde auch eine neue russische Ausgabe herausgebracht (1986 in 13. Auflage). Der sowjetische Verlag Nauka hatte 1967 die russischen Ausgaben mit der 11. Ausgabe auslaufen lassen, da er lieber ein US-amerikanisches Handbuch in Übersetzung herausbrachte, um den gestiegenen Anforderungen gerecht zu werden. Aufgrund seiner ausführlichen Darstellung gilt der „Bronstein“ als Standardwerk für die höhere Mathematik. Übersetzungen ins Englische und Japanische liegen vor.
1979 erschien ein Ergänzungsband, der sich u. a. mit der mathematischen Informationsverarbeitung befasst.
Das Werk wurde von anderen fortgesetzt und erscheint heute in zwei Verlagen (B. G. Teubner sowie Verlag Europa-Lehrmittel), wobei die Aufspaltung auf zwei Verlage ihre Wurzeln in der Teilung der beiden deutschen Staaten bzw. im Urheberrecht hatte.
Die vierbändige Ausgabe unter Leitung von Eberhard Zeidler bei Springer (übernommen von Teubner) ist eine völlige Neubearbeitung und geht von den behandelten Teilgebieten der Mathematik, dem Umfang und der Durchdringung her weit über den Inhalt des alten Bronstein hinaus.
Seit Mitte der 1990er Jahre wird der Bronstein von beiden Verlagen unabhängig voneinander weiterentwickelt, weshalb sich beide Ausgaben mittlerweile sehr unterscheiden. Dabei entspricht die Ausgabe des Verlags Europa-Lehrmittel (welcher 2013 Verlag Harri Deutsch übernommen hat) am ehesten dem Original „Bronstein“, da sie auf der 1977 erschienenen russischen Originalausgabe im Verlag FIZMATLIT, Moskau, basiert.

## Ausgaben (Zusammenfassung)
Es existieren (Stand 2022) fünf Werke, die als Taschenbuch der Mathematik genutzt werden, davon drei in deutscher Sprache.
1. Taschenbuch der Mathematik (Bronstein) – Hauptbuch in aktueller Auflage (11., 28. Juli 2020)
2. Springer-Taschenbuch der Mathematik – Basierend auf Bronstein, angepasste Inhalte z. B. Finanzmathematik
3. Teubner-Taschenbuch der Mathematik – Eigenständiges Werk
4. Oxford user's guide to mathematics – Übersetzung des Teubner-TBM
5. Handbook of Mathematics – Übersetzung, ähnlich Bronstein

Grundsätzlich kann man die Ausgaben den Herausgebern (Zeidler oder Musiol/Mühlig) zuordnen; jene Ausgaben haben Ähnlichkeiten, aber verschiedene Stände der Auflagen und damit auch Inhalte, siehe Details.

## Ausgaben (Details)
| Titel                                  | Verlag                                    | Herausgeber                  | Koautoren | Jahr                | Auflage          | Sprache  | Inhaltsverzeichnis | Bemerkung | Referenz |
| -------------------------------------- | ----------------------------------------- | ---------------------------- | --- | ------------------- | ---------------- | -------- | --- | --- | --- |
| Taschenbuch der Mathematik (Bronstein) | Europa-Lehrmittel                         | Gerhard Musiol Heiner Mühlig | H. Nickel L. Marsolek J. Brunner et al.                                                                               | 2020                | 11.              | Deutsch  | 1. Arithmetik 2. Funktionen und ihre Darstellung 3. Geometrie 4. Lineare Algebra 5. Algebra und Diskrete Mathematik 6. Differentialrechnung 7. Unendliche Reihen 8. Integralrechnung 9. Differentialgleichungen 10. Variationsrechnung 11. Lineare Integralgleichungen 12. Funktionalanalysis 13. Vektoranalysis und Feldtheorie 14. Funktionentheorie 15. Integraltransformationen 16. Wahrscheinlichkeitsrechnung und mathematische Statistik 17. Dynamische Systeme und Chaos 18. Optimierung 19. Numerische Mathematik 20. Computeralgebrasysteme              | - Es wird Mathematica und Maple im Kapitel Computeralgebrasysteme verwendet - Das Inhaltsverzeichnis basiert auf der 5. Auflage - Von der 4. bis zur 10. deutschen Auflage gab es jeweils Ausführungen mit und ohne CD-ROM: Die CD-ROM beinhaltete weitere Kapitel, nebst einer HTML-basierten Ausgabe des Buchs: - Lie-Groups und Lie-Algebras - Non-linear PDEs: Inverse Scattering Theory (methods in analogy to the Fourier method) - Mathematical Basis of Quantum Mechanics - Quantencomputer | Ilʹja N. Bronštejn, Konstantin A. Semendjaev, Gerhard Musiol, Heiner Mühlig: Taschenbuch der Mathematik (= Edition Harri Deutsch). 11., aktualisierte Auflage. Verlag Europa-Lehrmittel, Nourney, Vollmer, Haan-Gruiten 2020, ISBN 978-3-8085-5792-1. |
| Springer-Taschenbuch der Mathematik    | Springer Spektrum (Vieweg+Teubner Verlag) | Eberhard Zeidler             | Weitergeführt von: Günter Grosche, V. Ziegler und D. Ziegler Koautoren: Wolfgang Hackbusch Hans Rudolf Schwarz et al. | 2013                | 3. (Taschenbuch) | Deutsch  | 1. Wichtige Formeln, Graphische Darstellungen und Tabellen 2. Analysis 3. Algebra 4. Geometrie 5. Grundlagen der Mathematik 6. Variationsrechnung und Physik 7. Stochastik - Mathematik des Zufalls 8. Numerik und Wissenschaftliches Rechnen 9. Wirtschafts- und Finanzmathematik 10. Algorithmik und Informatik | - Das Inhaltsverzeichnis beginnt im Buch mit der Zahl „0“ und basiert auf der 3. Auflage des Taschenbuchs | Taschenbuch: - Eberhard Zeidler (Hrsg.): Springer-Taschenbuch der Mathematik. Springer Fachmedien, Wiesbaden 2013, ISBN 978-3-8351-0123-4. Einzelbände (I–IV): 1. Eberhard Zeidler (Hrsg.): Springer-Handbuch der Mathematik I. Springer Fachmedien, Wiesbaden 2013, ISBN 978-3-658-00284-8. 2. Eberhard Zeidler (Hrsg.): Springer-Handbuch der Mathematik II. Springer Fachmedien, Wiesbaden 2013, ISBN 978-3-658-00296-1. 3. Eberhard Zeidler (Hrsg.): Springer-Handbuch der Mathematik III. Springer Fachmedien, Wiesbaden 2013, ISBN 978-3-658-00274-9. 4. Eberhard Zeidler (Hrsg.): Springer-Handbuch der Mathematik IV. Springer Fachmedien, Wiesbaden 2013, ISBN 978-3-658-00288-6. |
| Teubner-Taschenbuch der Mathematik     | Springer (Vieweg+Teubner Verlag)          | Eberhard Zeidler             | Wolfgang Hackbusch Hans Rudolf Schwarz                                                                                | 2003                | 2.               | Deutsch  | 1. Wichtige Formeln, Graphische Darstellungen und Tabellen 2. Analysis 3. Algebra 4. Geometrie 5. Grundlagen der Mathematik 6. Variationsrechnung und Optimierung - Mathematik des Optimalen 7. Stochastik - Mathematik des Zufalls 8. Numerik und Wissenschaftliches Rechnen | - Das Inhaltsverzeichnis beginnt im Buch mit der Zahl „0“ | W. Hackbusch, H. R. Schwarz, E. Zeidler: Teubner-Taschenbuch der Mathematik. Hrsg.: Eberhard Zeidler. Vieweg+Teubner Verlag, Wiesbaden 2003, ISBN 3-322-96782-4. |
| Oxford user's guide to mathematics     | Oxford                                    | Eberhard Zeidler             | Wolfgang Hackbusch Hans Rudolf Schwarz                                                                                | 2003 (Reprint 2013) | Unbekannt        | Englisch | 1. Introduction: Formulas, Graphs, Tables 2. Analysis 3. Algebra 4. Geometry 5. Foundations of Mathematics 6. Calculus of Variations and Optimization 7. Stochastic Calculus - Mathematics of Chance 8. Numerical Mathematics 9. Appendices: History, Names, Index, Notations, Fundamental Constants | - Das Inhaltsverzeichnis beginnt im Buch mit der Zahl „0“ - Übersetzung aus Teubner-Taschenbuch der Mathematik, Vol. 1, 1996 | Eberhard Zeidler (Hrsg.): Oxford user's guide to mathematics. Oxford University Press, Oxford 2013, ISBN 978-0-19-968692-6. |
| Handbook of Mathematics                | Springer                                  | Gerhard Musiol Heiner Mühlig | H. Nickel L. Marsolek J. Brunner et al.                                                                               | 2015                | 6.               | Englisch | 1. Arithmetics 2. Functions 3. Geometry 4. Linear Algebra 5. Algebra and Discrete Mathematics 6. Differentiation 7. Infinite Series 8. Integral Calculus 9. Differential Equations 10. Calculus of Variations 11. Linear Integral Equations 12. Functional Analysis 13. Vector Analysis and Vector Fields 14. Function Theory 15. Integral Transformations 16. Probability Theory and Mathematical Statistics 17. Dynamical Systems and Chaos 18. Optimization 19. Numerical Analysis 20. Computer Algebra Systems-Example Mathematica 21. Tables 22. Bibliography | | I. N. Bronshtein, K. A. Semendyayev, Gerhard Musiol, Heiner Mühlig: Handbook of Mathematics. Springer, Berlin/ Heidelberg 2015, ISBN 978-3-662-46220-1. |